# Brad McKay
Brad McKay, född 20 februari 1979 i Lower Hutt i Nya Zeeland, är en australisk läkare, vetenskapskommunikatör och författare.

## Utbildning och yrkesliv
McMay föddes och växte upp i den nyzeeländska staden Lower Hutt. Som tonåring flyttade han till Australien, och studerade sedan vid Monash University. Efter att ha tagit examen vid universitetet så började McKay arbeta vid en klinik i Melbourne. Han har även arbetat med avlägset belägna aboriginska stammar i New South Wales. 2014 började han arbeta med East Sydney Doctors i Sydney. Han är praktiserande läkare i innerförorten Darlinghurst i Sydney.
McKays första tv-roll var som kommentator i The Project. Han började sedan göra regelbundna framträdanden i Today och Today Extra. År 2013 var han värd för Embarrassing Bodies Down Under på Lifestyle You, ett faktaprogram som utforskar pinsamma medicinska problem. Serien var en australisk version av den brittiska serien Embarrassing Bodies. Programmet leddes också av Christian Jessen, som är värd för den brittiska versionen av programmet, Ginni Mansberg och Sam Hay. År 2015 sändes programmet på Nine Network.

## Privatliv
Mcay växte upp på Nya Zeeland och uppfostrades av religiösa föräldrar som lärde honom att aldrig ifrågasätta en läkares åsikt och ofta använde bön när han hade att göra med medicinska problem. Han är öppet homosexuell och bor med sin partner i Sydney. Han är själv ateist.
McKay är medlem i kommittén för Australian Skeptics och är motståndare till pseudovetenskap inom medicin. Han orsakade en kontrovers i sitt hemland Nya Zeeland när han offentligt fördömde den tidigare All Black-spelaren Sonny Bill Williams för hans användning av hijama-koppning.